# Comité Paralímpico Nacional de Sudán
El Comité Paralímpico Nacional de Sudán es el comité paralímpico nacional que representa a Sudán. Esta organización es la responsable de las actividades deportivas paralímpicas en el país. Es miembro del Comité Paralímpico Internacional y del Comité Paralímpico Africano.